# Горній Лапаць
44°31′ пн. ш. 15°59′ сх. д. / 44.51° пн. ш. 15.99° сх. д.
Горній Лапаць (хорв. Gornji Lapac) — населений пункт у Хорватії, у Лицько-Сенській жупанії у складі громади Доній Лапаць.

## Населення
Населення за даними перепису 2011 року становило 57 осіб.
Динаміка чисельності населення поселення:

## Клімат
Середня річна температура становить 7,07 °C, середня максимальна – 20,98 °C, а середня мінімальна – -8,26 °C. Середня річна кількість опадів – 1288 мм.
| Клімат поселення                              | Клімат поселення | Клімат поселення | Клімат поселення | Клімат поселення | Клімат поселення | Клімат поселення | Клімат поселення | Клімат поселення | Клімат поселення | Клімат поселення | Клімат поселення | Клімат поселення | Клімат поселення |
| Показник                                      | Січ.             | Лют.             | Бер.             | Квіт.            | Трав.            | Черв.            | Лип.             | Серп.            | Вер.             | Жовт.            | Лист.            | Груд.            |                  |
| Середній максимум, °C                         | 4,91             | 5,52             | 8,39             | 12,32            | 17,38            | 20,73            | 20,98            | 20,53            | 16,77            | 12,48            | 7,50             | 3,53             |                  |
| Середня температура, °C                       | −1,66            | −1,07            | 1,80             | 5,73             | 10,77            | 14,14            | 16,53            | 16,09            | 12,33            | 8,04             | 3,06             | −0,9             |                  |
| Середній мінімум, °C                          | −8,26            | −7,67            | −4,8             | −0,88            | 4,17             | 7,54             | 12,12            | 11,64            | 7,90             | 3,60             | −1,37            | −5,34            |                  |
| Норма опадів, мм                              | 90               | 93               | 100              | 111              | 98               | 102              | 74               | 86               | 118              | 134              | 156              | 126              |                  |
| Середньомісячна швидкість вітру, м/с          | 2.30             | 2.45             | 2.62             | 2.55             | 2.34             | 2.06             | 2.01             | 1.91             | 2.07             | 2.23             | 2.46             | 2.56             |                  |
| Середньомісячна сонячна радіація, кДж/м²·день | 4816             | 7446             | 10945            | 15388            | 19262            | 21227            | 22899            | 19889            | 14887            | 9669             | 5244             | 4040             |                  |
| --------------------------------------------- | ---------------- | ---------------- | ---------------- | ---------------- | ---------------- | ---------------- | ---------------- | ---------------- | ---------------- | ---------------- | ---------------- | ---------------- | ---------------- |
| Джерело:                                      |                  |                  |                  |                  |                  |                  |                  |                  |                  |                  |                  |                  |                  |